# Майбутнє

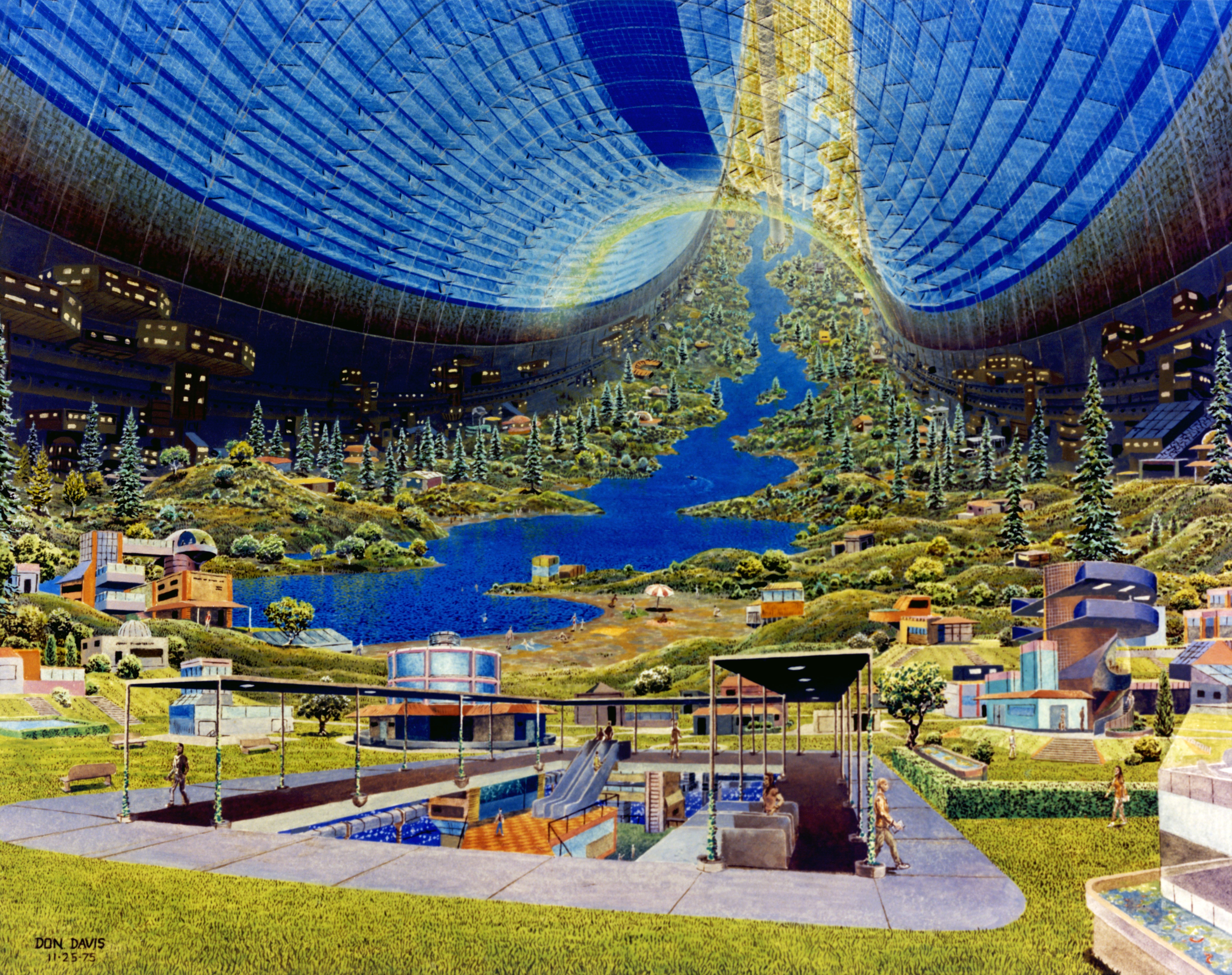
Проєкт орбітальної колонії «Стенфордський тор»

Майбу́тнє — суб'єктивна з людського погляду та об'єктивна з погляду стороннього спостерігача часова категорія сприйняття реальності, яка характеризується комплексом явищ і подій, що не здійснились і не відбулися відносно об'єкта, який перебуває в більш ранньому часі.
Майбутнє завжди займало особливе місце у філософії та людському розумі взагалі. За однією з теорій майбутнє не визначено, і люди можуть самі творити його. За іншою теорією, майбутнє зумовлено заздалегідь. У рамках циклічної моделі часу (всесвіту) в майбутньому повторюється те, що вже було в минулому. Багато релігій пропонують пророцтва про життя після смерті, а також про кінець світу.
Значущість майбутнього підкреслено тим, що люди сильно потребують прогнозів про те, що з ними станеться. Можливо, що розвиток людського мозку у великій своїй частині — розвиток пізнавальних здібностей, необхідних для того, щоби прогнозувати майбутнє, тобто уяви, логіки та індукції.

## Термін
Як синонімічні іноді вживаються терміни: бу́дучність, бу́дуче, бу́дучина́, заст. бу́дущина.
Проти слова «майбутній» як проти гіперизму виступав у 1970 р. Василь Чапленко:
Недбало й без потреби створено слово майбутній, і проти нього слушно протестував не тільки І. Нечуй-Левицький, а й добрий на той час знавець української мови М. Пилипович (М. Левицький). Єдина рація його — був відштовх від російської мови, в якій було слово будущность: відштовхуючись від нього, викинули слова будучність, будучина.
(Чапленко В. Історія нової української літературної мови. — С. 224)

## Майбутнє у фізиці
У фізиці час є параметром, що неперервно збільшується (стріла часу). Багато фізичних задач описують еволюцію фізичних систем у часі, зазвичай опираючись на задачу Коші — знайти майбутній стан фізичної системи, знаючи початкові умови.
У теорії відносності час є лише однією з координат простору-часу. Події впорядковані за просторово-часовим інтервалом, який залежить не лише від часу, а й від місця події. Просторово-часовий інтервал інваріантний щодо перетворень Лоренца, а сам час — ні. Тому майбутнє, визначене як більші значення часу, — відносне. Майбутнє, визначене як більші значення квадрату просторово-часового інтервалу, — інваріантне. Принцип причинності стверджує, що будь-яка подія може вплинути тільки на події з більшим значенням просторово-часового інтервалу. Відповідну область світлового конуса називають абсолютним майбутнім.

## Прогнозування майбутнього
Уява дозволяє нам «побачити» правдоподібну модель заданої ситуації без ризику, супутнього реальному її втіленню. Логічні міркування дозволяють передбачати неминучі наслідки тих чи інших дій у різноманітних ситуаціях, і тому дають корисну інформацію про майбутні події. Індукція дозволяє встановити взаємозв'язок причини з наслідками, і є основоположним поняттям для побудови прогнозу майбутніх подій.
Попри наявність цих пізнавальних інструментів, корисних для розуміння майбутнього, імовірнісна природа багатьох природних і соціальних процесів робила завдання прогнозування майбутнього складною, але бажаною метою багатьох людей і культур протягом століть.
Люди завжди прагнули побачити образи майбутнього. Тому пророки і провісники завжди мали величезне суспільне значення. З метою прогнозування майбутнього виникли езотеричні вчення — астрологія, хіромантія, забобони. Розвиток більшої частини фізики також легко пояснити як спробу зробити об'єктивні прогнози про майбутні події. Фантастика виникла як засіб наддалекого прогнозу за допомогою художньої уяви.
Прогнозовані варіанти майбутнього включають як песимістичні картини майбутнього (екологічна катастрофа, третя світова війна, нанотехнологічна катастрофа), так і утопічне майбутнє, в якому найбідніші люди живуть в умовах, які сьогодні можна вважати багатими та комфортними, і навіть трансформацію людства в постлюдську форму життя.

### Песимістичні сценарії майбутнього
Теорії загибелі західної цивілізації не обов'язково містять песимістичний сценарій майбутнього, тому що можуть припускати торжество інших цивілізацій та культур.
У зв'язку з розвитком нанотехнологій набув останнім часом у пресі популярність сценарій «сірий слиз», за яким вийдуть з-під контролю нанороботи, які поглинуть всю біомасу Землі. Однак такий сценарій малоймовірний, якщо джерело управління буде знаходитися поряд з цими роботами, тобто будуть вжиті відповідні заходи безпеки.
Біблійне одкровення про майбутнє являє собою прихід Апокаліпсису, що охоплює народження Антихриста, друге пришестя Ісуса Христа, кінець світу і страшний Суд.
Згідно з песимістичним сценарієм енергетичної кризи, енергії просто не вистачить на підтримку нашої високотехнологічної цивілізації, і світ повернеться до доіндустріального стану.

### Майбутнє Землі
Майбутнє Землі буде визначатися рядом факторів, включаючи збільшення світимості Сонця, втрату теплової енергії ядра Землі, вплив інших тіл Сонячної системи та біохімії на поверхню Землі. Теорія Міланковича передбачає, що планета буде як і раніше проходити цикли заледеніння через ексцентриситет, нахил осі і прецесії орбіти Землі. У рамках поточного циклу тектоніка плит, ймовірно, приведе до появи суперконтиненту через 250—350 млн років. Через деякий час в майбутньому, в наступні 1.5-4.5 млрд років, нахил осі Землі може почати відчувати хаотичні зміни, зі змінами нахилу осі до 90°.
Через один-два мільярди років у майбутньому постійне збільшення сонячної радіації, викликаного нарощуванням гелію в ядрі Сонця призведе до втрати океанів і припинення дрейфу континентів. Через чотири мільярди років збільшення температури на поверхні Землі буде причиною незворотного парникового ефекту. До того часу більшість, якщо не все, життя на поверхні планети зникне. Швидше за все, подальша доля планети — поглинання її Сонцем через приблизно 7.5 млрд років, після того, як зірка ввійде у фазу червоного гіганта і її розширення перетне орбіту планети.

### Майбутнє Всесвіту
Оскільки Всесвіт розширюється, то в далекому майбутньому у Всесвіті потрібно чекати великих змін. Чіткої єдиної теорії майбутнього Всесвіту немає. Є багато різних теорій, але основних — дві:
- Великий розрив. Цей сценарій передбачає розрив Всесвіту на частини через його прискорення.
- Велике стискання. Цей сценарій передбачає стиск Всесвіту в сингулярність. Вкрай малоймовірний у зв'язку зі спостереженням прискореного розширення Всесвіту.